# Poly(p-phenylenvinylen)
Poly(p-phenylenvinylen) (PPV) ist ein leitfähiges Polymer, an dem 1990 Elektrolumineszenz entdeckt wurde. Seitdem wird PPV wegen seiner hohen elektrischen Leitfähigkeit mit gleichzeitig hoher farbiger Leuchtkraft bei der Entwicklung von organischen Leuchtdioden, Photovoltaikzellen, optisch angeregten Lasern, Displays für Mobiltelefone und großflächigen Bildschirmen verwendet. 1968 wurde PPV von R. A. Wessling synthetisiert und patentiert. 1990 entdeckte dann Jeremy H. Burroughes Elektrolumineszenz an PPV.
Der Transport der elektrischen Ladungen durch das Polymer findet zwischen den Polymerketten statt. Aus diesem Grund sind dessen photophysikalische und elektrische Eigenschaften vom Abstand der Ketten zueinander abhängig, welcher in gewissem Rahmen eingestellt werden kann.

## Derivate
Bei O-PPVs sind die Seitengruppen über ein Sauerstoffatom mit dem Rest des Polymers verbunden. Neuerdings wird an der Synthese von schwefelhaltigen S-PPVs gearbeitet, von den man sich einen besseren Transport elektrischer Ladung und eine höhere Stabilität verspricht.